# Engelepogon kocoureki
Engelepogon kocoureki is een vliegensoort uit de familie van de roofvliegen (Asilidae). De wetenschappelijke naam van de soort is voor het eerst geldig gepubliceerd in 1984 door Hradský & Hüttinger.